# Lageneschara lyrulata
Lageneschara lyrulata is een mosdiertjessoort uit de familie van de Romancheinidae. De wetenschappelijke naam van de soort is, als Phylactella lyrulata, voor het eerst geldig gepubliceerd in 1909 door Calvet.